# Vladimir I. Kijevski
Volodimir I. Svjatoslavič ali Vladimir I. Svjatoslavič ali Vladimir I. Kijevski ali Vladimir Sveti ali Vladimir Veliki (starovzhodnoslovansko Володимѣръ Свѧтославичь), kijevski veliki knez, * okrog 956, Kijev, † 15. julij 1015, Berestove pri Kijevu.
Vladimir je iz spopada bratov za oblast izšel kot zmagovalec. Leta 980 se je kot kijevski veliki knez proglasil za "kneza vse Kijevske Rusije". Sprva pogan, se je veliko bojeval, si podredil uporna plemena ter v spopadih s sosedi razširil in utrdil meje države. Leta 989 se je poročil z bizantinsko princeso Ano in sprejel njeno vero. Začel je pokristjanjevati svoj narod in graditi zidane krščanske cerkve. S tem je Kijevsko Rusijo približal Evropi in jo vključil v bizantinsko kulturno območje. Za zasluge pokristjanjevanja ga je ruska pravoslavna Cerkev proglasila za svetnika.
Po njem se imenuje jedrska podmornica Knjaz Vladimir.

## Boj za oblast
Vladimir je bil nezakonski sin kijevskega velikega kneza Svjatoslava I.; njegova mati je bila služabnica ali dvorna dama na dvoru njegove babice, kneginje Olge.
Preden je njegov oče leta 969 prenesel prestolnico kijevske države v Perejaslavec v ustju Donave, je razdelil upravljanje države med svoje tri sinove: Jaropolk je dobil Kijev, Oleg je vladal pri Drevljanih in Vladimir v Novgorodu.
Po Svjatoslavovi smrti leta 972 se je med brati razplamtela vojna za oblast. V spopadu z Jaropolkom je prvi izgubil življenje drugi brat Oleg. Vladimir je tedaj zbežal k svojim sorodnikom v Skandinavijo, od koder se je vrnil z normansko vojsko. Na poti v Kijev je zavzel Polock. Hči tamkajšnjega kneza Rogvolda, Rognjeda, ki jo je bil Vladimir zasnubil, si je namreč raje kot njega, nezakonskega sina, izbrala za ženina njegovega polbrata Jaropolka. Vladimir je ubil Rogvolda in njegovega sina, hčerko pa prisilil v poroko. Leta 978 je zavzel Kijev, s prevaro je poskrbel za uboj polbrata Jaropolka in se proglasil za kijevskega kneza. Do leta 980 je utrdil svojo oblast v kijevski državi, od Ukrajine do Baltiškega morja.

## Vladimirovo pogansko obdobje
Vladimir je prva leta vladanja preživel v neprestanem bojevanju. Z vojsko je dušil notranje upore in se bojeval proti poskusom odcepitve. Širil je državo. Leta 981 se je bojeval proti Poljakom, potem proti Volškim Bolgarom, Litvancem, osvojil je Galicijo vse do Karpatov, boril se je z Bizantinskim cesarstvom. Z gradnjo novih trdnjav je utrjeval zunanje meje države. Pri tem mu je bila v veliko pomoč njegova širša družina, za katero je dobro poskrbel in ji nudil veliko privilegijev.
Čeprav je bilo tedaj v Kijevu med višjimi sloji prebivalstva že kar nekaj kristjanov (njegova babica Olga je sprejela krščanstvo že leta 955), je Vladimir sprva častil poganske bogove in jim gradil svetišča. Nad Kijevom je dal zgraditi lesen kip boga Peruna s pozlačeno glavo in brado, kateremu so po njegovem ukazu žrtvovali celo ljudi; omenjata se dva kristjana, Teodor in njegov sin Ivan, ki veljata za prva mučenika, ki sta umrla za krščanstvo v Rusiji.
Leta 987 je izbruhnil proti bizantinskemu cesarju Baziliju II. v Konstantinoplu upor njegovih vojskovodij, ki ga cesar sam ni mogel obvladati in je za pomoč prosil Vladimirja. Kot protiuslugo mu je, pod pogojem, da se pokristjani, ponudil za ženo svojo hčer Ano. Vladimir je ponudbo sprejel. Ko pa je s svojo vojsko upor v Konstantinoplu zatrl, je cesar okleval in se je skušal obljubi izogniti; nikdar se namreč še ni zgodilo, da bi se bizantinska princesa "rojena v purpuru", poročila s tujim vladajem. Vladimir je zato leta 989 zavzel bizantinski Herson na Krimskem polotoku in zagrozil, da bo zavzel tudi Konstantinopel. Cesarju ni preostalo drugega, kot da je privolil v poroko. 

## Prehod v krščanstvo
Vladimir se je dal tastu v čast krstiti za Vasilija. Sledila je poroka. Po povratku v Kijev so poganske idole pometali v Dneper, podrli poganska svetišča in začel gradit krščanske cerkve. Na mestu, kjer je nekoč stal kip Peruna, je dal Vladimir zgraditi razkošno Desetinsko cerkev.
Pokristjanjenju vladarja je sledilo pokristjanjevanje višjih slojev prebivalstva; ljudi so gole nagnali v reko, kjer so jih grški duhovni krstili; pri tem razen v Novgorodu ni bilo težav. Vladimir nižjih slojev prebivalstva, ki so novo vero teže sprejemali, ni silil v pokristjanjevanje. S časom se je krščanstvo zlilo z ruskim značajem. Poganski elementi so ostali v folklori in ljudskih bajkah in pesmih, vendar so tudi tam poganske junake zamenjevali krščanski svetniki.
Kijev je dobil prvega metropolita, Grka Leona, ki mu je Vladimir, ki še ni čisto razumel cerkvene ureditve, poklonil mesto Perejaslavelj na Dnepru in ga s tem naredil za zemljiškega gospoda. Bizantinski cesar je Rusom podaril razne svetinje in ikone, med njimi kot najdragocenejše kosti sv. Klemena, tretjega učenca apostola Petra, ki naj bi za krščanstvo umrl v Hersonu. V Rusijo so začele prihajati cerkvene knjige, prevedene v slovanski jezik.
Bizantinski cesar je Vladimirju ob krstu podelil naslov brata bizantinskega cesarja in z njim razne simbole dostojanstva, med katerimi so na slikah in miniaturah najbolj opazni rdeči čevlji. Vladimir je začel kovati zlatnike s podobo Kristusa.

## Pomen krščanstva za Kijevsko Rusijo
Vladimir je bil spreten politik, ki je prav gotovo uvidel, da bo različna plemena, ki niti niso bila vsa slovanska, lahko držal skupaj le s pomočjo trdne nove vere.
Prva vzhodnoslovanska kronika Zgodovina minulih let na svoj način slikovito pripoveduje, kako je Vladimir, ob iskanju prave nove vere, pošiljal svoje odposlance poizvedovat v sosednje dežele z monoteističnimi verovanji. Muslimanska vera Povolških Bolgarov mu je bila simpatična zaradi mnogoženstva, ni pa mu bilo všeč obrezovanje, prepoved uživanja svinjine in zlasti vina. Ni mogel razumeti, da pristaši judaizma (Hazari) še naprej častijo boga, ki je dopustil, da je njegov narod izgubil domovino in se moral razseliti po vsem svetu. Obredi rimokatoliške cerkve (Nemci, Poljaki) so bili preveč dolgočasni in nerazumljivi. Ko pa so Vladimirovi odposlanci obiskali bizantinsko bogoslužje, niso vedeli ali so na zemlji ali na nebu. Nepozabni vtis (verjetno) iz carigrajske Svete Sofije naj bi bil odločilen za Vladimirovo izbiro.
Rusija je s sprejemom krščanstva vstopila v Evropo. Izbira vzhodnega krščanstva ji je prinesla pomembne politične in kulturne prednosti. Ogradila jo je od prevelikih političnih in kulturnih vplivov nevarnih Nemcev. Cerkvena hierarhija, organizirana po fevdalnem principu, je Rusom približala fevdalne odnose. Krščanstvo je prineslo pismenost in kulturo, ki je v Rusijo dotlej ni bilo. Pripomoglo je h krepitvi velikoknežje oblasti.
Menihi so se v kronikah, ki so jih pisali, zelo trudili poudariti spremembo, ki jo je doživel Vladimir s pokristjanjenjem. Najprej ga prikazujejo kot tipično barbarskega vladarja z množico žena in sužnjev, ki uživa v bojevanju in je podvržen vsakršnim človeškim slabostim. Ko se krsti, se povsem spremeni. Postane bogaboječ človek, ki se ne bojuje več, je zvest ženi, naklonjen ubogim, gradi cerkve in ustanavlja prve ruske šole. Cerkvi daje "desetino od svojega imetja in svojih mest".
Leta 996 je bila tako v Kijevu dograjena Desetinska cerkev, prva kamnita cerkev v Rusiji. Ker so ruski mojstri dotlej gradili le v lesu, jo je Vladimir dal zgraditi carigrajskim arhitektom. Tridelna bazilika je imela 25 kupol. Pod je bil marmornat, stene poslikane s freskami in mozaiki. 

## Vladimirjeve žene in otroci
Vladimir je imel, zlasti v svojem poganskem obdobju, veliko žena in priležnic. Podatki o njih in njihovih otrocih so nepopolni in pogosto nekonsistentni. Iz primarnih virov so poznane naslednje žene in njihovi otroci (povzeto po angleški vikipediji):
- Olava ali Allogia (Varjaginja ali Čehinja); po nekaterih domnevah je bil njen sin
  - Višeslav (~977-~1010), knez Novgoroda
- vdova po Jaropolku Svjatoslaviču, grška nuna
  - Svjatopolk Prekleti (~979- ?), Vladimir ga je priznal za sina, čeprav je bil morda Jaropolkov sin
- Rogneda, hči polockega kneza Rogvoloda, po ločitvi je postala nuna z imenom Anastazija
  - Izjaslav (~979–1001?), knez Polocka
  - Jaroslav Modri (~978-1054) veliki knez Kijeva; lahko tudi, da je sin Ane
  - Vsevolod (~984–1013), knez Vladimiro-Volinski
  - Mstislav (~983-1036), knez Tmutarakan, knez Černigova (1024–1036); lahko bi bil tudi sin kake druge matere
  - Predslava, morda priležnica Boleslava Hrabrega
  - Premislava
  - Mstislava, Boleslav Hrabri jo je leta 1018 zajel skupaj z ostalimi Vladimirjevimi hčerami in odpeljal na Poljsko
- Adela, po nezanesljivih podatkih Bolgarka 
  - Boris (~986-1015), knez Rostova, morda sin Ane
  - Gleb (~987-1015), knez Muroma, morda sin Ane
  - Stanislav (~985–1015), knez Smolenska (988–1015), lahko da sin kake druge žene
  - Sudislav (?-1063), knez Pskova, od leta 1036 23 let preživel v ječi; lahko da sin kake druge žene
- Malfrida
  - Svjatoslav (~982–1015), knez Drevljanov
- Anna Porfirogenita, sestra bizantinskega cesarja Bazilija II.; lahko da je bila mati Borisa in Gleba
- vnukinja cesarja Otona I. Velikega
  - Maria Dobroniega Kijevska (~1012–1087?), žena poljskega vojvode Kazimirja I.

## Zadnja leta
Zadnja leta Vladimirjevega vladanja so minila v miru z močnima sosedoma Boleslavom I. Poljskim in Štefanom I. Ogrskim. Obremenjevali pa so ga spori znotraj njegove številne družine. Vojno z neposlušnim sinom Jaroslavom, ki je upravljal Novgorod, je preprečila Vladimirova smrt. 
Po Vladimirjevi smrti so se njegovi sinovi med seboj spopadli za oblast. Po štirih letih brezobzirnih medsebojnih bojev si je leta 1019 položaj kijevskega velikega kneza zagotovil Jaroslav Modri.